# METAL GALAXY
『METAL GALAXY』（メタル・ギャラクシー）は、日本の女性メタルダンスユニットBABYMETALの3作目のスタジオ・アルバム。2019年10月11日にBMD FOX RECORDS（トイズファクトリー）より発売された。

## 構成
当アルバムは、全14曲から16曲で構成されており、「メタルの銀河を旅する」をテーマに製作された。また、世界各国の5組のアーティストをフィーチャリング・ゲストとして迎えており、「DA DA DANCE」にはB'zのギタリストTak Matsumoto（松本孝弘）、「Oh! MAJINAI」にはサバトンのボーカリストヨアキム・ブローデン（英語版）、「Brand New Day」にはポリフィアのギタリストであるティム・ヘンソンとスコット・ルペイジ、「Distortion」にはアーチ・エネミーのボーカリストアリッサ・ホワイト＝グラズ、「PA PA YA!!」にはエフ・ヒーロー（タイ語版）が参加している。なお、本作はメンバーがSU-METAL（中元すず香）とMOAMETAL（菊地最愛）の2人による新体制になってからは初のアルバムとなっている。

## リリース
当アルバムのリリースは、全世界同時リリースとなり、2019年4月1日に発表された。その後、同年6月28日に横浜アリーナにて行われたライブ「BABYMETAL AWAKENS - THE SUN ALSO RISES-」初日公演でタイトル『METAL GALAXY』とリリース日が発表され、同年8月9日に収録内容とジャケットが発表された。 
当作品は、地域別のバージョンにより異なる曲数で構成されており、日本以外の世界共通で発売されるレギュラー盤は全14曲を収録、日本限定発売の「Japan Complete Edition」には、日本盤のみに収録される2曲を含む全16曲を収録。レギュラー盤は「Elevator Girl - English ver. -」が、日本盤には「↑↓←→BBAB」「BxMxC」が、それぞれ限定楽曲として収録されている。なお、日本盤のCDは2枚組でのリリースとなり、オリジナル・アルバムとしては自身初の試みとなっている。
リリース形態は、前述の収録トラックが異なる2形態が存在しており、レギュラー盤は通常盤（CD）、アナログ盤（2LP）の2種類で、「Japan Complete Edition」は通常盤（2CD）、初回生産限定盤（2CD+DVD）、初回生産限定SUN盤（2CD）、初回生産限定MOON盤（2CD）、THE ONE盤（2CD+DVD）、アナログ盤（2LP）の6種類となっている。初回生産限定盤付属DVDには配信シングルのミュージック・ビデオを収めたMusic Clipsが、WEB会員限定販売となるTHE ONE盤付属DVDにはライブ「BABYMETAL ARISES - BEYOND THE MOON - LEGEND - M」（2019年7月のポートメッセなごや公演）の模様がダイジェストで収録されているほか、初回生産限定のSUN盤・MOON盤はアナログサイズジャケット仕様となっている。

## プロモーション、パフォーマンス
リリースの前後に発行された『ぴあMUSIC COMPLEX』『ヘドバン』『YOUNG GUITAR』『メタル・ハマー（英語版）』など複数の雑誌で表紙・巻頭特集が組まれた。
また、タワーレコードでは10月度のマンスリータワープッシュに選出され、各種プロモーションが実施された。渋谷店ではCD店着日となる10月8日0時からフライング販売イベントが行われたほか、コラボレーションポスターを全店で掲出するなどの店頭プッシュ企画が展開された。その他、アルバム購入者に各種グッズが配布される「スペシャル店頭DAY」が渋谷店を含む21店舗で実施されたほか、対象17店舗ではライブパネル展が同時開催された。テレビ番組では、12月27日の「ミュージックステーション ウルトラ SUPER LIVE 2019」に出演し、アルバム収録曲「PA PA YA!! (feat. F.HERO)」のパフォーマンスを披露した。

## ツアー
アルバムリリースに伴う世界ツアー「METAL GALAXY WORLD TOUR」が2019年から2020年を跨いで日本を含むアメリカとヨーロッパで開催された。リリース前後の2019年9月から10月にかけてはアメリカツアーが開催され、アルバム世界リリースの当日である10月11日にはザ・フォーラム公演を行った。日本では11月にさいたまスーパーアリーナと大阪城ホールで凱旋公演が行われ、その追加公演として2020年1月に幕張メッセ 国際展示場公演が行われた。その後、同年2月から3月にかけてはヨーロッパツアーが開催された。なお、予定されていた同年3月のアジアツアーと6月のヨーロッパツアーは新型コロナウイルス感染拡大の影響により開催中止となった。

## 批評
音楽ジャーナリストの柴那典は、当アルバムについて「ラテン、ヒップホップ、R&B、バングラ・ビートなど様々な音楽ジャンルを取り込み、今まで以上に幅広い曲調に挑戦。新しいメタルの可能性を感じさせる一枚だ。」と評している。
ライターの倉田真琴は『BURRN! ONLINE』のレビューで、「早くもドイツのメディアが0点を付けたなんて話題となっているようだが、賛否両論あって当然の内容だろう。」とした上で「革新的でありながらも大衆性の高いディスク1、従来のBABYMETALを踏襲しつつ数歩先に踏み込んだような感触のディスク2という色分けが明確でわかりやすい」と述べている。また、評価するポイントとして、アルバムを通して「曲の流れが非常によく練られている」ことや、SU-METALの歌唱が「それぞれの楽曲にしっかりと対応している」ことなどを挙げている。
称賛/栄誉
2020年に開催の音楽アワード「MTV Video Music Awards Japan 2020」にて「最優秀アルバム賞」を受賞した。

## チャート成績

### JP盤
オリコンチャートでは、2019年10月10日付デイリーランキングで1位を記録、初週の10月21日付の週間ランキングにおいては、CDアルバムで73,096枚を売り上げ3位、デジタルアルバムで5,700回のダウンロードをカウントし8位、合算アルバムでは79,376ポイントを獲得し3位を記録したほか、10月の月間ランキングで6位、年間ランキングで47位となった。また、ビルボードジャパンのチャートでは、10月21日付の週間ランキングにおいて、CDアルバム・セールス・チャートで75,508枚を売り上げ3位、ダウンロード・アルバム・チャートで5,757回のダウンロードをカウントし8位、総合アルバム・チャートでは3位（CDセールス3位、ダウンロード8位、ルックアップ3位）となったほか、年間ランキングにおいてはCDアルバム・セールスで42位、ダウンロード・アルバムで61位、総合アルバムで50位を記録した。

### EU盤
イギリスのオフィシャル・チャート・カンパニー（英語版）では、2019年10月24日付けのアルバム・トップ100（全英アルバムチャート）で19位を記録したほか、スコティッシュ・アルバム（スコットランドの音楽チャート）で5位にチャートインした。なお、カテゴリチャートのロック&メタル・アルバムでは1位となり、日本人アーティストとしては初となった。
その他のヨーロッパの地域では、スイスのシュヴァイツァー・ヒットパラーデにおける10月20日付のアルブン・トップ100で46位、
ドイツのメーディア・コントロール・ゲーエフカー・インターナツィオナールによるオフィシャル・チャートの10月24日付のトップ100・アルバムチャートで18位、オーストリアのアオストリアンチャート（エードライ・アオストリア・トップ40）における10月25日付のアルブン・トップ75で30位、オランダのメハカフツによるダッチ・チャートの10月19日付のアルバム・トップ100で95位、ベルギーのウルトラトップにおける10月19日付の200アルバム（フランデレン地域）で44位、同日付の200アルバム（ワロン地域）で67位、フィンランドのスオメン・ヴィラリネン・リスタにおけるアルバムチャートで40位、フランスのSNEP（全国音楽出版組合）の公式チャートにおける10月18日付のトップ・アルバムで115位、スペインのプロムシカエの公式チャートにおける10月17日付のトップ・100・アルバムで69位を記録した。

### US盤
アメリカのビルボードでは、2019年10月26日付のビルボード 200で13位にチャートイン、初動ユニット数は28,000（内27,000がアルバム売上枚数）をカウントした。この順位は日本人アーティストとしては歴代2位となり、日本人女性アーティストでは最高位の記録となった。カテゴリ別チャートでは、トップ・ロック・アルバムで1位を記録し、アジア人アーティストとしては初となった。
オーストラリアのARIAチャートでは、10月21日付のトップ・50アルバムで18位を記録した。

## 収録トラック

### CD・配信

#### JP盤
※通常盤/初回生産限定盤/初回生産限定SUN盤/初回生産限定MOON盤/THE ONE盤共通
| #  | タイトル                                              | 作詞                  | 作曲                     | 編曲                 | 時間 |
| -- | ----------------------------------------------------- | --------------------- | ------------------------ | -------------------- | ---- |
| 1. | 「FUTURE METAL」                                      | KITSUNE of METAL GOD  | KITSUNE of METAL GOD     | MEGMETAL             | 2:05 |
| 2. | 「DA DA DANCE (feat. Tak Matsumoto)」                 | Kanata Okajima        | Kanata Okajima、MEGMETAL | MEGMETAL             | 3:51 |
| 3. | 「Elevator Girl」                                     | RYU-METAL             | RYU-METAL                | MEGMETAL             | 2:46 |
| 4. | 「Shanti Shanti Shanti」                              | MUKTI-METAL           | MEGMETAL                 | MEGMETAL             | 3:10 |
| 5. | 「Oh! MAJINAI (feat. Joakim Brodén)」                 | RYU-METAL             | RYU-METAL                | tatsuoMETAL          | 3:14 |
| 6. | 「Brand New Day (feat. Tim Henson and Scott LePage)」 | MK-METAL              | MEGMETAL                 | MEGMETAL             | 4:11 |
| 7. | 「↑↓←→BBAB」                                          | RYU-METAL             | RYU-METAL                | YUPPEMETAL           | 3:05 |
| 8. | 「Night Night Burn!」                                 | Hola-METAL、NORiMETAL | NORiMETAL                | YUPPEMETAL、MEGMETAL | 3:42 |

| #  | タイトル                                 | 作詞                 | 作曲                      | 編曲                 | 時間 |
| -- | ---------------------------------------- | -------------------- | ------------------------- | -------------------- | ---- |
| 1. | 「IN THE NAME OF」                       | KITSUNE of METAL GOD | KITSUNE of METAL GOD      | MEGMETAL、YUPPEMETAL | 4:33 |
| 2. | 「Distortion (feat. Alissa White-Gluz)」 | TAKEMETAL、DKMETAL   | TAKEMETAL                 | MEGMETAL             | 3:06 |
| 3. | 「PA PA YA!! (feat.F.HERO)」             | SIAMMETAL            | SIAMMETAL                 | MEGMETAL             | 3:56 |
| 4. | 「BxMxC」                                | METAL CYPHER         | MEGMETAL、METAL CYPHER    | MEGMETAL             | 3:03 |
| 5. | 「Kagerou」                              | MK-METAL             | Yuyoyuppe                 | YUPPEMETAL           | 3:33 |
| 6. | 「Starlight」                            | METAL SAINTS         | MEGMETAL、METAL SKYWALKER | MEGMETAL             | 3:36 |
| 7. | 「Shine」                                | KITSUNE of METAL GOD | TAKEMETAL                 | tatsuoMETAL          | 5:48 |
| 8. | 「Arkadia」                              | NORiMETAL            | NORiMETAL                 | KyotoMETAL           | 5:22 |

#### EU/US盤
| #   | タイトル                                              | 作詞 | 作曲・編曲 |
| --- | ----------------------------------------------------- | ---- | ---------- |
| 1.  | 「FUTURE METAL」                                      |      |            |
| 2.  | 「DA DA DANCE (feat. Tak Matsumoto)」                 |      |            |
| 3.  | 「Elevator Girl - English ver. -」                    |      |            |
| 4.  | 「Shanti Shanti Shanti」                              |      |            |
| 5.  | 「Oh! MAJINAI (feat. Joakim Brodén)」                 |      |            |
| 6.  | 「Brand New Day (feat. Tim Henson and Scott LePage)」 |      |            |
| 7.  | 「Night Night Burn!」                                 |      |            |
| 8.  | 「IN THE NAME OF」                                    |      |            |
| 9.  | 「Distortion (feat. Alissa White-Gluz)」              |      |            |
| 10. | 「PA PA YA!! (feat. F.HERO)」                         |      |            |
| 11. | 「Kagerou」                                           |      |            |
| 12. | 「Starlight」                                         |      |            |
| 13. | 「Shine」                                             |      |            |
| 14. | 「Arkadia」                                           |      |            |

### LP
※収録曲はCD・配信と共通

#### JP盤
| #  | タイトル                              | 作詞 | 作曲・編曲 |
| -- | ------------------------------------- | ---- | ---------- |
| 1. | 「FUTURE METAL」                      |      |            |
| 2. | 「DA DA DANCE (feat. Tak Matsumoto)」 |      |            |
| 3. | 「Elevator Girl」                     |      |            |
| 4. | 「Shanti Shanti Shanti」              |      |            |

| #  | タイトル                                              | 作詞 | 作曲・編曲 |
| -- | ----------------------------------------------------- | ---- | ---------- |
| 1. | 「Oh! MAJINAI (feat. Joakim Brodén)」                 |      |            |
| 2. | 「Brand New Day (feat. Tim Henson and Scott LePage)」 |      |            |
| 3. | 「↑↓←→BBAB」                                          |      |            |
| 4. | 「Night Night Burn!」                                 |      |            |

| #  | タイトル                                 | 作詞 | 作曲・編曲 |
| -- | ---------------------------------------- | ---- | ---------- |
| 1. | 「IN THE NAME OF」                       |      |            |
| 2. | 「Distortion (feat. Alissa White-Gluz)」 |      |            |
| 3. | 「PA PA YA!! (feat. F.HERO)」            |      |            |
| 4. | 「BxMxC」                                |      |            |

| #  | タイトル      | 作詞 | 作曲・編曲 |
| -- | ------------- | ---- | ---------- |
| 1. | 「Kagerou」   |      |            |
| 2. | 「Starlight」 |      |            |
| 3. | 「Shine」     |      |            |
| 4. | 「Arkadia」   |      |            |

#### EU/US盤
| #  | タイトル                              | 作詞 | 作曲・編曲 |
| -- | ------------------------------------- | ---- | ---------- |
| 1. | 「FUTURE METAL」                      |      |            |
| 2. | 「DA DA DANCE (feat. Tak Matsumoto)」 |      |            |
| 3. | 「Elevator Girl - English ver. -」    |      |            |
| 4. | 「Shanti Shanti Shanti」              |      |            |

| #  | タイトル                                              | 作詞 | 作曲・編曲 |
| -- | ----------------------------------------------------- | ---- | ---------- |
| 1. | 「Oh! MAJINAI (feat. Joakim Brodén)」                 |      |            |
| 2. | 「Brand New Day (feat. Tim Henson and Scott LePage)」 |      |            |
| 3. | 「Night Night Burn!」                                 |      |            |

| #  | タイトル                                 | 作詞 | 作曲・編曲 |
| -- | ---------------------------------------- | ---- | ---------- |
| 1. | 「IN THE NAME OF」                       |      |            |
| 2. | 「Distortion (feat. Alissa White-Gluz)」 |      |            |
| 3. | 「PA PA YA!! (feat. F.HERO)」            |      |            |
| 4. | 「Kagerou」                              |      |            |

| #  | タイトル      | 作詞 | 作曲・編曲 |
| -- | ------------- | ---- | ---------- |
| 1. | 「Starlight」 |      |            |
| 2. | 「Shine」     |      |            |
| 3. | 「Arkadia」   |      |            |

### 初回生産限定盤特典DVD（JP盤）
Music Clips
1. Distortion
2. Starlight
3. PA PA YA!! (feat. F. HERO)
4. Shanti Shanti Shanti

### WEB会員限定盤特典DVD（JP盤）
LIVE DIGEST FROM “BABYMETAL ARISES - BEYOND THE MOON - LEGEND - M”
1. Road of Resistance
2. Elevator Girl
3. Distortion
4. Shanti Shanti Shanti
5. Starlight
6. PA PA YA!! (feat. F.HERO)
7. ヘドバンギャー!!

※ヘドバンギャー!!では、間奏からMOAMETALがボーカルを担当。

## クレジット
メンバー
- SU-METAL - ボーカル、ダンス
- MOAMETAL - スクリーム、ダンス

制作
- KOBAMETAL - プロデュース
- WATAMETAL - レコーディング・エンジニア
- MEGMETAL「FUTURE METAL」「DA DA DANCE (feat. Tak Matsumoto)」「Elevator Girl」「Shanti Shanti Shanti」「Night Night Burn!」「Distortion (feat. Alissa White-Gluz)」「PA PA YA!! (feat. F.HERO)」「BxMxC」 - ミックス・エンジニア
- Tue Madsen（英語版）「Oh! MAJINAI (feat. Joakim Brodén)」「IN THE NAME OF」「Shine」「Arkadia」 - ミックス・エンジニア
- Nick Sampson「Brand New Day (feat. Tim Henson and Scott LePage)」 - ミックス・エンジニア
- YUPPEMETAL「↑↓←→BBAB」「Kagerou」 - ミックス・エンジニア
- Jens Bogren「Starlight」 - ミックス・エンジニア
- TUCKY-METAL(Tucky's Mastering) - マスタリング・エンジニア
- SHIMONMETAL - アートディレクション、デザイン
- RIEMETAL(SMS) - アートワーク・コーディネーション
- HITOMETAL、KOBAMETAL、KEYMETAL、OKAMETAL、TYMETAL、YUMIMETAL(AMUSE INC.) - マネジメント
- AKIMETAL、MOTEMETAL、MURAMETAL、TAKAMETAL、RIKOMETAL、HAMAMETAL、(TOY'S FACTORY) - A&R
- KICHIMETAL、MAHMETAL、HATAMETAL、NOBUMETAL、RUMIMETAL(AMUSE INC.) - スーパーバイザー
- INAMETAL、OHMETAL(TOY'S FACTORY) - スーパーバイザー
- HIROMETAL、NORAMETAL、KAKIMETAL、MOCHIMETAL - インターナショナルA&R

## ゲストミュージシャン
レコーディング
- 「DA DA DANCE (feat. Tak Matsumoto)」
  - Tak Matsumoto - ギターソロ
    - B'zのギター
- 「Oh! MAJINAI (feat. Joakim Brodén)」
  - ヨアキム・ブローデン（英語版） - バッキング・ボーカル
    - サバトン（Sabaton）のボーカル
- 「Brand New Day (feat. Tim Henson and Scott LePage)」
  - ティム・ヘンソン - ギター
  - スコット・ルペイジ - ギター
    - ポリフィア（Polyphia）のギター
- 「Distortion (feat. Alissa White-Gluz)」
  - アリッサ・ホワイト＝グラズ - バッキング・ボーカル
    - アーチ・エネミー（Arch Enemy）のボーカル
- 「PA PA YA!! (feat.F.HERO)」
  - エフ・ヒーロー（タイ語版） - バッキング・ボーカル、ラップソロ

## サポートミュージシャン/ダンサー
レコーディング
- 「Oh! MAJINAI (feat. Joakim Brodén)」「Shine」
  - tatsuo - ギター、ベース
- 「Arkadia」
  - Leda - ギター、ベース

ライブ
- ダンサー
※初回生産限定盤特典DVD収録Music Clips「PA PA YA!! (feat. F. HERO)」「Shanti Shanti Shanti」、WEB会員限定盤特典DVD収録「LIVE DIGEST FROM “BABYMETAL ARISES - BEYOND THE MOON - LEGEND - M”」
  - アベンジャーズ（サポートダンサー）
    - 藤平華乃
- ミュージシャン
※WEB会員限定盤特典DVD収録「LIVE DIGEST FROM “BABYMETAL ARISES - BEYOND THE MOON - LEGEND - M”」
  - 神バンド（バックバンド）
    - 大村孝佳 - ギター
    - Leda - ギター
    - BOH - ベース
    - 青山英樹 - ドラムス

## チャート一覧

### JP盤
| 地域                | チャート（週間）           | 最高順位 |
| オリコン            | オリコン                   | オリコン |
| ------------------- | -------------------------- | -------- |
| 日本                | CDアルバムランキング       | 3        |
| 日本                | デジタルアルバムランキング | 8        |
| 日本                | 合算アルバムランキング     | 3        |
| Billboard JAPAN     |                            |          |
| 日本                |                            |          |
| Top Albums Sales    | 3                          |          |
| Top Download Albums | 8                          |          |
| Hot Albums          | 3                          |          |

| 地域                                   | チャート（年間）             | 最高順位 |
| オリコン                               | オリコン                     | オリコン |
| -------------------------------------- | ---------------------------- | -------- |
| 日本                                   | アルバムランキング（2019年） | 47       |
| Billboard JAPAN                        |                              |          |
| 日本                                   |                              |          |
| Top Albums Sales Year End（2019年）    | 42                           |          |
| Top Download Albums Year End（2019年） | 61                           |          |
| Hot Albums Year End（2019年）          | 50                           |          |

### EU盤
| 地域                               | チャート（週間）               | 最高順位                |
| Official Charts Company            | Official Charts Company        | Official Charts Company |
| ---------------------------------- | ------------------------------ | ----------------------- |
| イギリス                           | Albums Chart Top 100           | 19                      |
| スコットランド                     | Scottish Albums Chart Top 100  | 5                       |
| Schweizer Hitparade                |                                |                         |
| スイス                             | Alben Top 100                  | 46                      |
| Offizielle Deutsche Charts         |                                |                         |
| ドイツ                             | TOP 100 ALBUM-CHARTS           | 18                      |
| austriancharts (Ö3 Austria Top 40) |                                |                         |
| オーストリア                       | Alben Top 75                   | 30                      |
| Dutch Charts                       |                                |                         |
| オランダ                           | ALBUM TOP 100                  | 95                      |
| Ultratop                           |                                |                         |
| ベルギー                           | 200 ALBUMS（フランデレン地域） | 44                      |
| ベルギー                           | 200 ALBUMS（ワロン地域）       | 67                      |
| Suomen virallinen lista            |                                |                         |
| フィンランド                       | Albumit                        | 40                      |
| SNEP                               |                                |                         |
| フランス                           | Top Albums                     | 115                     |
| EL PORTAL DE MUSICA                |                                |                         |
| スペイン                           | Top 100 Albums                 | 69                      |

### US盤
| 地域           | チャート（週間） | 最高順位  |
| Billboard      | Billboard        | Billboard |
| -------------- | ---------------- | --------- |
| アメリカ       | Billboard 200    | 13        |
| ARIA CHARTS    |                  |           |
| オーストラリア | Top 50 Albums    | 18        |

## 認定
2020年10月に国内累計出荷枚数が10万枚を突破し、一般社団法人・日本レコード協会からゴールドディスク認定を受けた。

## リリース日一覧
| 地域       | リリース日     | レーベル                                     | 規格    | カタログ番号 |
| ---------- | -------------- | -------------------------------------------- | ------- | ------------ |
| 日本       | 2019年10月11日 | BMD FOX RECORDS（TOY'S FACTORY、AMUSE INC.） | 2CD+DVD | ONEC-0012    |
| 日本       | 2019年10月11日 | BMD FOX RECORDS（TOY'S FACTORY、AMUSE INC.） | 2CD+DVD | TFCC-86686   |
| 日本       | 2019年10月11日 | BMD FOX RECORDS（TOY'S FACTORY、AMUSE INC.） | 2CD     | TFCC-86684   |
| 日本       | 2019年10月11日 | BMD FOX RECORDS（TOY'S FACTORY、AMUSE INC.） | 2CD     | TFCC-86685   |
| 日本       | 2019年10月11日 | BMD FOX RECORDS（TOY'S FACTORY、AMUSE INC.） | 2CD     | TFCC-86687   |
| 日本       | 2019年10月11日 | BMD FOX RECORDS（TOY'S FACTORY、AMUSE INC.） | 2LP     | TFJC-38037   |
| ヨーロッパ | 2019年10月11日 | earMUSIC                                     | CD、2LP |              |
| 北アメリカ | 2019年10月11日 | BABYMETAL RECORDS（Cooking Vinyl）           | CD、2LP |              |

## コラボレーション商品
当アルバムをイメージした商品が製作されており、ファッションデザイナーのヨウジヤマモトが展開するブランド「Ground Y」からはアパレル「Ground Y feat.BABYMETAL“GALAXY”Collection」が、楽器メーカーのイーエスピーからは9弦ギター「E-II MF-9 BABYMETAL」がそれぞれ限定販売された。